# Michela Rocco di Torrepadula
Michela Rocco di Torrepadula (* 18. September 1970 in Udine) ist eine italienische Schauspielerin, Moderatorin und ehemaliges Model.

## Leben und Wirken
Michela Rocco di Torrepadula wuchs im norditalienischen Udine auf.
Nach ihrem Schulabschluss war sie ab ihrem 16. Lebensjahr für einige Jahre lang als Model auf dem Laufsteg und für verschiedene Fotostrecken tätig. Der mit 1,82 m großgewachsene Teenager wurde im Jahr 1987 zur Miss Italien gewählt. Bei der Wahl war sie zunächst nur die Zweitplatzierte und gewann dennoch da die eigentliche Siegerin Mirka Viola verschwieg, dass sie zu diesem Zeitpunkt bereits verheiratet und Mutter eines Kindes war. Im darauffolgenden Jahr wurde sie zur Miss Europe 1988 gewählt. Danach war sie einige Zeit als medizinische Assistentin tätig.
Seit 1986 ist sie in unregelmäßigen Abständen als Schauspielerin vor der Kamera tätig. Sie war zudem einige Jahre lang als Moderatorin im italienischen Fernsehen für verschiedene Talkshow-Formate aktiv.
Sie war von 2002 bis 2013 mit dem Journalist Enrico Mentana verheiratet, mit dem sie zwei Töchter und zwei Söhne hat.

## Filmografie
- 1986: I figli dellispettore
- 1991: Die Geier warten schon (Fernsehserie)
- 1991–1996: Junge Liebe (Fernsehserie)
- 1994: Nefertiti, figlia del Sole
- 1998: Linda, e il Brigadiere
- 1998: Incantesimo
- 1999: Un posto Al Sole
- 1999: Assassini per Caso
- 1999: Unter der Sonne Afrikas (Fernsehserie)
- 2002: Fate come noi
- 2017: Nato a Casal di Principe